# Distretto di Huayllacayán
Il distretto di Huayllacayán è un distretto del Perù nella provincia di Bolognesi (regione di Ancash) con 1.276 abitanti al censimento 2007 dei quali 258 urbani e 1.018 rurali.
È stato istituito il 2 gennaio 1857.